# Underjäst öl

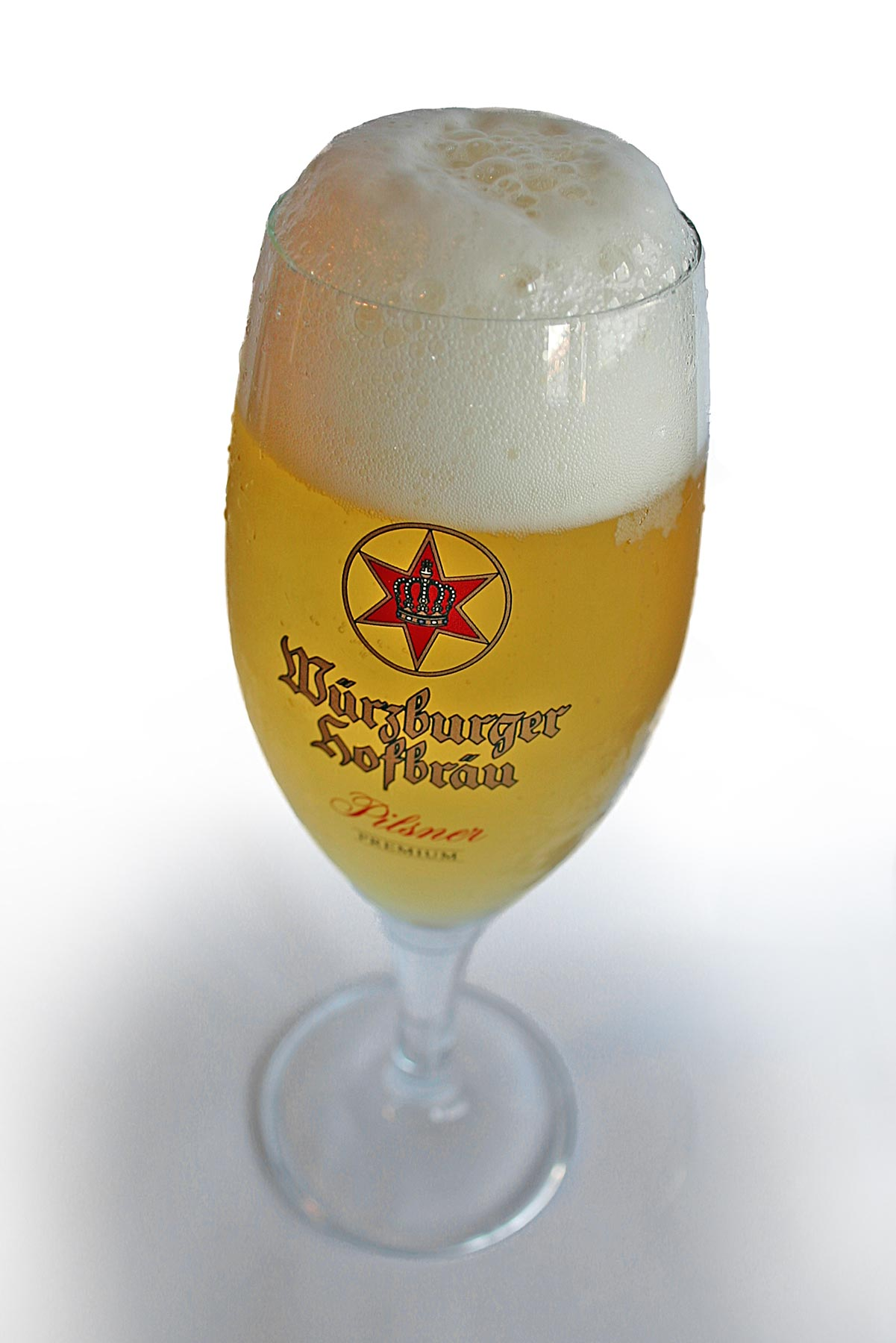
En ljus underjäst lageröl – Würzburger Hofbräu.

Underjäst öl är en beteckning för öl som använder en jästkultur som jäser långsamt och som jäses vid låg temperatur (cirka 6–12o C). Jästen sjunker då ganska snabbt till botten, varav namnet.
Över 90 procent av allt öl som bryggs är underjäst och oftast även ljust, detta trots att denna öltyp är relativt ung. Tekniken för underjäst öl utvecklades under mitten av 1800-talet, och metoden ger ett friskt, hållbart öl. Underjäst öl har en renare karaktär av malt och humle än överjäst öl.
De flesta underjästa ölsorter kallas för lager. Denna benämning kommer av att öl som producerats med denna teknik kunde lagras längre.

## Olika typer av underjäst öl

### Ljus lager
De flesta underjästa öltyper är ljusa lager. Stora producentländer är Tjeckien, Tyskland och Danmark. De flesta svenska starkölstyper är ljusa lager, men de mjukare svenska vattnet gör oftast ölen lite mildare och fylligare.

### Mörk lager
Mörka lager finns i flera olika sorter och var den ursprungliga varianten av underjäst öl. Innan kyltekniken uppfanns kunde man bara underjäsa öl under vintern. Därför brukades en extra stor sats göras vid slutet av säsongen, med högre alkoholstyrka, för att ölet skulle hålla över sommaren. Det som fanns kvar av den satsen i oktober dracks i samband med de traditionella höstmarknaderna, och därför kallas de för oktoberfestbier.

### Andra varianter
Det finns flera andra typer av underjäst öl som även faller inom andra kategorier, såsom specialöl, blandningar mellan olika sorter och maltbaserade blanddrycker.